# Провинција Хоки
Хоки (јап. 伯耆国) је једна од 66 историјских провинција Јапана, која је постојала од почетка 8. века (закон Таихо из 703. године) до Мејџи реформи у другој половини 19. века. Хоки се налазио на западном делу острва Хоншу, на обали Јапанског мора.
Царским декретом од 29. августа 1871. све постојеће провинције замењене су префектурама. Територија Хокија одговара западном делу данашње префектуре Тотори.

## Географија
Хоки је на северу излазио на Јапанско море. На југу се граничио са провинцијама Бичу и Мимасака, на западу са провинцијом Изумо, а на истоку са провинцијом Инаба.